# Јиржи Немец
Јиржи Немец (Пацов, 15. мај 1966) бивши је чешки фудбалер.

## Каријера
Дебитовао је 1981. за екипу Динама из Чешких Будјејовица, у којој је остао до 1987, наступајући у 58 првенствених утакмица.
Касније, од 1987. до 1993. године, играо је у екипама Дукле и Спарте из Прага. Током ових година два пута је освајао титулу шампиона Чехословачке.
Својим добрим играма, привукао је пажњу тренерског стручног штаба немачког клуба Шалке 04, којем се и придружио 1993. године. Наредних девет сезона каријере играо је за клуб из Гелзенкирхена. Већину времена проведеног у Шалкеу био је стандардни првотимац.
У периоду од 2002. до 2004, бранио је боје клубова Хмел Блшани, Спарта Праг и Викторија Жижков.
Године 1990. дебитовао је на званичним утакмицама за репрезентацију Чехословачке и био у саставу тима за Светско првенство 1990. у Италији. Од 1994. играо је за репрезентацију Чешке. Током каријере у националном тиму, одиграо је 84 утакмице укупно за обе репрезентације, постигавши 1 гол.
Као део чешког националног тима учествовао је на Европском првенству 1996. у Енглеској, где је са тимом освојио сребро, потом на Купу конфедерација 1997. у Саудијској Арабији, где је тим освојио треће место и на Европском првенству 2000. у Белгији и Холандији.

## Успеси

### Клуб
Спарта Праг
- Прва лига Чехословачке: 1990/91, 1992/93.
- Куп Чехословачке: 1989/90, 1991/92.
- Првенство Чешке: 2002/03.

Шалке 04
- Куп Немачке: 2000/01, 2001/02.
- Куп УЕФА: 1996/97.

### Репрезентација
Чешка
- Европско првенство друго место: 1996.

### Индивидуалне награде
- Најбољи чешки фудбалер: 1997.
- Златна лопта (Чешка Република): 1997.